# Franko Škugor
Franko Škugor (Šibenik, 20. rujna 1987.), hrvatski je tenisač specijaliziran za igru parova i hrvatski reprezentativac, finalist Davis Cupa, dvostruki polufinalist Wimbledona (u paru s Nikolom Mektićem) i osvajač pet ATP-ovih naslova u parovima. Član je HTK Zagreb.
Među osvojenim turnirima ističu se Grand Prix Hassana II. u Marakešu i turnir u Monte Carlu. Oba je osvojio u parovima, unutar istog mjeseca, ali s različitim suigračima. S Britancem Inglotom osvajao je Otvorena prvenstva Mađarske, Nizozemske i Švicarske.

## Vanjske poveznice
- Igrački profil na stranicama ATP-a